# Fina Estampa
Fina Estampa est une telenovela brésilienne diffusée en 2011-2012 sur Rede Globo.

## Distribution
| Acteur/Actrice     | Personnage                                  |
| ------------------ | ------------------------------------------- |
| Lília Cabral       | Griselda da Silva Pereira (Pereirão)        |
| Dalton Vigh        | Renê Velmont                                |
| Christiane Torloni | Tereza Cristina Buarque Siqueira de Velmont |
| Carolina Dieckmann | Teodora Bastos da Silva                     |
| Malvino Salvador   | Quinzé (Joaquim José da Silva Pereira)      |
| Caio Castro        | José Antenor da Silva Pereira               |
| Adriana Birolli    | Patrícia Siqueira de Velmont                |
| Marcelo Serrado    | Crodoaldo Valério (Crô)                     |
| Sophie Charlotte   | Maria Amália da Silva Pereira               |
| Júlia Lemmertz     | Esther Wolkoff Siqueira                     |
| Dan Stulbach       | Paulo Buarque Siqueira                      |
| Renata Sorrah      | Danielle Steiner Fraser                     |
| Milena Toscano     | Vanessa Tavares Ribas                       |
| Eva Wilma          | Maria Íris de Siqueira Maciel               |
| Arlete Salles      | Vilma Moreira Prado                         |
| Dira Paes          | Celeste Souza Fonseca                       |
| Alexandre Nero     | Baltazar Fonseca                            |
| Marco Pigossi      | Rafael Fernandes                            |
| Cris Vianna        | Dagmar dos Anjos                            |
| Wolf Maya          | Álvaro Siqueira                             |
| Totia Meirelles    | Zambeze Siqueira                            |
| Guilherme Boury    | Daniel                                      |
| Carlos Casagrande  | Juan Guilherme Passarelli                   |
| Tania Khalill      | Letícia Fernandes Prado                     |
| Suzana Pires       | Marcela/Joana Coutinho                      |
| Juliana Knust      | Zuleika                                     |
| Thaís de Campos    | Alice                                       |
| Mônica Carvalho    | Glória Monteiro                             |
| Monique Alfradique | Beatriz Lobo                                |
| Ana Rosa           | Celina                                      |
| Isabel Fillardis   | Dra. Mônica Ramos                           |
| Júlio Rocha        | Enzo Pereira                                |
| Carol Macedo       | Solange de Souza Fonseca                    |
| Carlos Machado     | Ferdinand                                   |
| Joana Lerner       | Luana                                       |
| Ricardo Blat       | Severino                                    |
| Rafael Zulu        | Edvaldo                                     |
| Eri Johnson        | Gigante (Honório)                           |
| Rosa Marya Colin   | Zilá                                        |
| Guida Vianna       | Isolina                                     |
| Michelle Martins   | Fernanda                                    |
| Bianca Salgueiro   | Carolina Fernandes Prado                    |
| Luma Costa         | Nanda                                       |
| Ana Carolina Dias  | Deborah                                     |
| Ítalo Guerra       | Reinaldo                                    |
| Alexandra Martins  | Márcia                                      |
| David Lucas        | Renê Velmont Júnior                         |
| Guilherme Leicam   | Fábio                                       |
| Vitor David        | Leonardo dos Anjos                          |
| Marcelo Brou       | Pezão (Maurício)                            |
| Christian Monassa  | Max                                         |
| Sandro Pedroso     | Mandrake                                    |
| Fábio Keldani      | Victor                                      |
| Carlos Vieira      | Fred                                        |
| Aline Matheus      | Clara                                       |
| Ângela Vieira      | Mirna Bello (participation spéciale)        |

## Diffusion internationale
| Pays       | Chaîne                    | Titre        | Série première |
| ---------- | ------------------------- | ------------ | -------------- |
| Brésil     | Rede Globo                | Fina Estampa | 22 août 2012   |
| États-Unis | Azteca America            | Fina Estampa |                |
| Portugal   | SIC                       | Fina Estampa |                |
| Géorgie    | Rustavi 2                 |              |                |
| Portugal   | RTP Internacional         | Fina Estampa |                |
| Uruguay    | Teledoce                  | Fina Estampa |                |
| Équateur   | Ecuavisa                  | Fina Estampa |                |
| Nicaragua  | Televicentro de Nicaragua | Fina Estampa |                |
| Colombie   | Teleantioquia             | Fina Estampa |                |
| Chili      | Canal 13                  | Fina Estampa |                |

## Autres versions
- Marido en alquiler (Telemundo, 2013)

### Sources
- (en) Cet article est partiellement ou en totalité issu de l’article de Wikipédia en anglais intitulé « Fina Estampa » (voir la liste des auteurs).

- (pt) Cet article est partiellement ou en totalité issu de l’article de Wikipédia en portugais intitulé « Fina Estampa » (voir la liste des auteurs).